# Drugi rząd Micheála Martina
Drugi rząd Micheála Martina – rząd Irlandii funkcjonujący od 23 stycznia 2025. Jest gabinetem tworzonym przez koalicję Fianna Fáil (FF), Fine Gael (FG) i posłów niezależnych. Zastąpił rząd Simona Harrisa.
Po wyborach z listopada 2024 FF i FG zdecydowały się na kontynuowanie współpracy; nową koalicję uzupełniła grupa posłów niezależnych. Podobnie jak w poprzedniej kadencji przewidziano rotację na stanowisku premiera. Jako pierwsza funkcję tę obsadzić miała FF, a zmianę zaplanowano na listopad 2027, uwzględniając większą liczbę mandatów poselskich posiadanych przez Fianna Fáil. 23 stycznia 2025 Dáil Éireann powołała lidera FF Micheála Martina na urząd premiera (większością 95 głosów „za”). Jeszcze tego samego dnia został on zaprzysiężony przez prezydenta oraz przedstawił skład nowego rządu.

## Skład rządu
Premier i ministrowie
- Taoiseach: Micheál Martin (FF)
- Tánaiste, minister spraw zagranicznych i handlu, minister obrony: Simon Harris (FG)
- Minister finansów: Paschal Donohoe (FG)
- Minister ds. wydatków publicznych, infrastruktury, służb publicznych, reform i cyfryzacji: Jack Chambers (FF)
- Minister edukacji i młodzieży: Helen McEntee (FG)
- Minister klimatu, środowiska i energii, minister transportu: Darragh O’Brien (FF)
- Minister ds. dzieci, niepełnosprawnych i równości: Norma Foley (FF)
- Minister przedsiębiorczości, turystyki i zatrudnienia: Peter Burke (FG)
- Minister ochrony socjalnej, rozwoju obszarów wiejskich i wspólnot oraz odpowiedzialny za Gaeltacht: Dara Calleary (FF)
- Minister ds. sztuki, kultury, komunikacji, mediów i sportu: Patrick O’Donovan (FG)
- Minister zdrowia: Jennifer Carroll MacNeill (FG)
- Minister mieszkalnictwa, samorządów i dziedzictwa: James Browne (FF)
- Minister sprawiedliwości, spraw wewnętrznych i migracji: Jim O’Callaghan (FF)
- Minister rolnictwa, żywności, rybołówstwa i gospodarki morskiej: Martin Heydon (FG)
- Minister szkolnictwa wyższego, badań naukowych, innowacji i nauki: James Lawless (FF)

Uczestnicy posiedzeń gabinetu bez prawa głosu
- Minister stanu ds. zdrowia psychicznego, government chief whip: Mary Butler (FF)
- Minister stanu ds. niepełnosprawnych: Hildegarde Naughton (FG)
- Minister stanu ds. promocji żywności, nowych rynków, badań naukowych i rozwoju: Noel Grealish (niez.)
- Minister stanu ds. transportu międzynarodowego i drogowego, logistyki, kolei i portów: Seán Canney (niez.)
- Prokurator generalny: Rossa Fanning